# Polygoniodes laciniata
Polygoniodes laciniata är en fjärilsart som beskrevs av Felder 1874. Polygoniodes laciniata ingår i släktet Polygoniodes och familjen nattflyn. Inga underarter finns listade i Catalogue of Life.